# DWR-PG
DWR-PG（ディーダブリューアールピージー）は、バッファロー製のモバイルWi-Fiルーターで、愛称は「Portable Wi-Fi」。NTTドコモのFOMA回線が利用できるほか、公衆無線LAN接続や、自宅のADSL回線や光ファイバー回線などを使ったWi-Fi通信が可能である。また、同機種はNTTドコモブランドでBF-01B（ビーエフゼロいちビー）という名称でも販売されている。

## 概要
本製品はバッファローとNTT-BPのと共同で開発が進められていた。2009年中の発売を目指していたが、モニター試験中に発熱が問題となり、設計をやり直したため、発売が2010年6月まで延びた。携帯電話網はFOMAしか利用できないSIMロック製品であるが、NTTドコモブランドではなく、メーカーブランド商品として発売された。

### 機能
モバイルルーター機能としてFOMAハイスピード網を利用することができ、ダウンリンクがHSDPA7.2Mbps、アップリンクでHSUPA5.7Mbpsの通信が利用可能。Wi-Fi機能を搭載したノートパソコンやiPadを外出先でもNTTドコモ網で利用することができる。
また、本端末には自宅の光回線やADSL回線に接続するためのクレードルが同梱されており、本体を差し込むことでWi-Fiブロードバンドルーターとして利用可能である。
3G回線とWi-Fi回線の切り換え機能があり、公衆無線LANエリアに入ると、FOMA回線から公衆無線LAN回線に自動的に切り替わる。
設定画面上の「かんたん設定」から設定可能な公衆無線LANサービスは、docomo Wi-Fi、フレッツ・スポット、ホットスポット、FREESPOTの4種類。
手入力が必要ではあるが、これ以外のサービスを指定することもできるうえに、自宅ですでに構築済みのWi-Fiネットワークにも接続可能である。
ユニークな機能としては、microSDカードを使ったコンテンツの自動アップロード・ダウンロード機能がある。アップロード機能はFlickrやフォト蔵、Picasaウェブアルバムなどでの利用が、ダウンロード機能はポッドキャストなどでの利用が想定されており、それぞれの手順がリファレンスガイドに掲載されている。
なお、ダウンロードしたコンテンツは本体の mini USB ポートや管理画面上から参照することができる。
3.7V、1880mAhという大容量のバッテリーを搭載しており、連続通信時間は6時間と長い。
バッファローが提唱する AOSS のほか WPS (Wi-Fi Protected Setup) にも対応しており、接続する端末がこのいずれかに対応していれば平易に設定可能。
NTT東日本が、光ポータブルというサービス名称で、フレッツ光契約者に対し、本端末のNTT東日本ブランドのOEM機であるPWR-100D（NTTドコモSIMロック版・タイプA）とPWR-100F（SIMロックフリー版・タイプB）をいずれも月額315円にてレンタルしている。PWR-100Fは、UMTS・BandIXに対応しているため、イー・モバイルのEM chipにも対応している（当初、NTTドコモおよび他社については検証していないため、動作保証はできないとしていたが、後に、一部のMVNO事業者とドコモについては動作確認を行ったことを明らかにした。ただし、ドコモUIMカードの利用については、アップデート実施を推奨している）。
NTTドコモは、BF-01Bとして2010年9月25日に発売をした。
同時アクセス数は6台までとなる。
ニンテンドーDS、iPod touch、PSP向けの接続ガイドが添付されているほか、iPhoneについても動作確認が行われており、バッファローのサポートサイトより接続手順が参照可能である。

### その他仕様
- 無線LAN規格LAN側 IEEE802.11g / IEEE802.11b
- 無線LAN規格WAN側 IEEE802.11a / IEEE802.11g / IEEE802.11b

## 日本Wi-Fi化計画
東京無線タクシーでは、2010年12月3日より、タクシーにBF-01Bを搭載し、タクシー内で利用客がWi-Fiを利用できる施策を始めている。

## 歴史
- 2010年5月18日 - NTTドコモ2010年夏モデル発表会にて発表
- 2010年5月25日 - 正式発表
- 2010年6月24日 - 発売開始
- 2010年9月25日 - NTTドコモブランドでBF-01Bの名称で発売開始。

## 不具合
- 2010年9月10日に、同製品の一部とNTT東日本に提供した同型の機種の一部にウイルスが混入していることが判明した。感染した場合は、ゲーム用のアカウント情報が漏洩する可能性がある。ただしUSBケーブルでの接続以外では感染しないことも明らかにしている。製品にウイルスが混入した原因は、検査用のパソコンがウイルス感染していたため。感染していた場合の対策として、初期化かセキュリティソフトの利用で駆除可能としている[4][5]。